# KANADE
《KANADE》是Frontwing開發的一款視覺小說，遊戲於2025年6月由Frontwing和Good Smile Company聯合發行。《KANADE》的美術和音樂沿用《ATRI -My Dear Moments-》和《GINKA》的開發班底，淺生詠擔任劇本。作品講述架空的未來地球，植物因不明原因瘋狂繁殖，人類文明因此而衰敗，某個城市聚落的少年悠登與有寫外星人血統的少女奏，為了拯救地球，開啟一段戀情。

## 遊戲系統
《KANADE》採用視覺小說的遊玩方式，玩家以男主角悠登的視角進行遊戲。玩家遊玩時需要閱覽屏幕上所顯示的文本以了解故事情節和人物之間的對話，這些文字會與人物的立繪和背景一同出现，用以表示對話的對象。對話對象的立繪會隨著對話進行而變化，根據對話的内容做出不同動作或表情，在部分場景中會遇見代替背景和人物立繪的電腦圖像。遊戲在通關後，會在之前的劇情增加選項，新選項會進入另一個結局。完成兩個結局後，遊戲會開啟前傳，講述本篇之前的故事。

## 劇情
故事發生在架空的未來地球，植物因不明原因瘋狂繁殖，導致人類文明衰敗，這場災害被稱為「大綠災」。起初，植物只在郊外瘋狂生長，包括沙漠等惡劣環境，還淨化了當地環境。人類對此樂見其成，然而植物很快就入侵城市，基礎設施被接連破壞，人類也相繼離開城市。少部分人類選擇繼續在城市中生活，悠登便是某城市聚落的一員，他負責飼養聚落對外通訊的信鴿。某天，少女奏救下受傷的信鴿，讓信鴿帶著她的信件歸巢，藉此機會悠登與奏成為筆友。兩人分享各自的日常，有一次奏無意中問起什麼是「戀愛」，悠登很鄭重地回覆了奏，奏看完信件後決定與悠登見面，談一場戀愛。
兩人見面後，奏坦白了自己是地球人和外星人的混血兒，為了拯救世界，需要代替已經不在的母親唱出「最為動聽的情歌」。悠登對奏的說法將信將疑，直到奏高歌一曲，歌聲可以控制周圍的植物，悠登才下決心相信奏，兩人也正式交往。為了讓奏這個陌生人能融入聚落，悠登讓奏自稱是他父母安排的未婚妻。次日，悠登將奏介紹給聚落的居民，悠登的好友伊織、美紀和亞希都很支持兩人的戀情。奏很快融入了聚落，並利用她的歌聲，讓悠登得以輕易探索被植物封鎖的地下城市，收集到一些聚落緊缺的物資。悠登也利用工作之外的時間，完成奏父母留下的半成品情歌。奏練習時的歌聲吸引了不少人的關注，在眾人的鼓勵下，奏不定期舉行歌唱演出，演出漸漸成為聞名四周聚落的娛樂活動。悠登也找來吉他為奏的演出伴奏。
悠登和奏兩人朝夕相處下，感情也日漸深厚。悠登以兩人的感情為靈感，完成了情歌。兩人興沖沖到一座樓宇的天台試唱，結果奏的歌聲引起植物的暴動，整棟樓坍塌。歌聲也激活了奏母親留給她的信息，母親表示未來有一場足以毀滅地球的流星雨，她原是為拯救地球從外星而來。她本打算使用休眠倉，在危機到來前醒來。可惜事與願違，人類權貴為了應對核戰爭，建造了大型地下城市，有恐怖組織打算在竣工當天，炸彈襲擊聚集到地下城市的各地權威。奏的父母為了阻止這場襲擊，被迫將剛出生的奏放到休眠倉，留下這段信息就去襲擊現場。她也不清楚奏能否繼承她的能力，如果奏覺醒能力，就能看到這段信息，也代表她有能力控制植物阻擋流星雨。悠登和奏兩人為了獲取流星雨的準確信息，前往奏的住所。在住所的外星機器中，兩人得知流星雨的準確日期，在到來之前，奏努力練習控制植物的能力。在流星雨當天，奏的歌聲讓各地的植物瘋長，形成多棵遮天蔽日的大樹，龐大的樹冠攔下了流星雨，歌聲持續了一整晚。在危機結束後，奏昏迷數十年後才醒來。
之後，遊戲在之前的劇情會增加選項。在前往奏的住所之前，悠登提出前往地下城市。在植物的引導下，兩人找到奏雙親的遺體，奏父親駕駛的飛船連同母親化身的大樹擋住了炸彈的爆發。奏從大樹中收到母親彌留的信息，化身大樹是外星種族一生只能施展一次的能力。奏的母親懷著拯救地球的念頭阻止了炸彈，這份意志大樹也繼續執行。大樹控制了地球所有的植物，「大綠災」其實是為應對流星雨的準備，就算奏日後沒有能力阻止危機，「大綠災」還能緩解衝擊。事後兩人認為需要更多人合作應對危機，在奏的住所獲得資料後，兩人向聚落的居民坦白奏的身份。眾人群策群力，修復城市中的電波塔，讓各地聚落在危機時轉播奏的歌曲，並錄製歌曲以作策應。在流星雨當天，奏得以更輕鬆應對，也以錄製歌曲換得休息的時間。在危機結束後，奏沉睡了三天便醒來。悠登與奏約定前往不同聚落，用歌聲幫助其他人。

## 開發
《KANADE》是日本遊戲開發商Frontwing為慶祝成立25週年推出第二部紀念作品。淺生詠在2023年末完成《丽露娅与夏夏的纯白谎言》的劇本後，便被Frontwing安排與Yusano合作，共同負責新專案。新專案定位與Frontwing之前作品《ATRI -My Dear Moments-》（《ATRI》）和《GINKA》一樣，是一部聚焦單一女主角的作品。專案由（Kazuya）擔任監督，淺生詠負責策劃和劇本，Yusano負責角色設計及美術，渡邊明夫負責配角設計，Nanakamai負責SD原畫。開發團隊在確立開發方向後，Frontwing帶著專案企劃書與Good Smile Company合作，Good Smile Company則派出佐藤允紀擔任該專案製作人。
在立案階段，淺生詠與Kazuya就專案創作方向進行了多輪討論。最終，他們確立了作品的主題是「思想的傳承」（思いを受け継ぐ），劇情講述「一個直白明了的愛情故事」（直球のラブストーリーをやりたい）。故事背景很早就決定是末日後的世界，開發團隊考慮到劇情重心是愛情故事，因此對末日的設計較為溫和，不涉及嚴重的生存危機，以避免喧賓奪主。專案中植物覆蓋地球導致末日的設定，參考了科幻作品《丛林温室》，還有一些設計致敬了新井素子的《綠色安魂曲》和日渡早紀《地球守護靈》。美術風格受末日設定影響，故事場景以綠色的植物和廢墟為主，場景整體彩度較《ATRI》和《GINKA》低。由於分辨率為720p的《GINKA》在發售後，不少玩家反饋希望有更高畫質，所以開發團隊將《KANADE》的分辨率提升到1080p。故事舞台是完全虛構，開發團隊並沒有參考任何現實場景。不過為了讓玩家能代入其中，場景內建築風格與現代一致，場景美術也使用了精細的3D模型素材。
在確定世界觀後，淺生詠用了四個月時間完成劇本。由於Frontwing同時開啟數個專案，開發團隊不久被調派去負責《紫丁香》的劇本，淺生詠在完成《紫丁香》劇本後，再去調整《KANADE》的劇本。在調整期間，淺生詠又增加了幾幕男女主親密互動的劇情。這是淺生詠首次創作末日題材的劇本。這份劇本是典型的世界系故事，故事重點是男女主的感情發展，以及拯救世界的王道展開。淺生詠以讀者的角度去編寫劇情，極力避免我自表達欲對作品的影響，同時他也一改過去擅長的黑暗沉重風格，以正面陽光的筆觸去描述男女主之間的情感。在男女主的感情刻畫上，淺生詠參考了《老夫老妻重返青春》和《童話般的你開始了戀愛猛攻》，借鑒了它們對平淡日常中的戀愛關係的描述。淺生詠創作期間玩了《露娜 银河之星物语》，受到該作「歌與少女」設定的影響，為專案加入相關元素。《KANADE》也延續《ATRI》和《GINKA》中，女主角在故事中高歌一曲的慣例。與前兩作相比，開發團隊更強調歌曲在劇情中的作用，遊戲的劇情主線以一首情歌作為引子串聯，情歌由女主角演唱，男主角演奏，以此表現出兩人之間的關係。遊戲音樂由曾負責《ATRI》和《GINKA》音樂的松本文紀出任，開場的主題曲則邀請了桑島由一填詞。
角色方面，主角奏是按照淺生詠心中理想的女主角設計的，為了彰顯奏的外星人身份，淺生詠特別向美術強調，她的服飾造型必須與眾不同。至於伊織、美紀和亞希三位女配角，她們的定位都是支持男女主戀愛的「姊姊」角色。這三個角色分別套用了可靠、溫柔和大姐頭三種典型的人物設定。

## 發行
2024年9月30日，Good Smile Company和Frontwing首次公開披露合作專案《KANADE》的消息，遊戲預計在2025年第一季推出。同年12月，官方宣佈將由夏吉優子聲演《KANADE》的女主角奏，她也將負責演唱主題曲《以戀為開端》。同月舉辦的Comic Market期間，Good Smile Company為這款遊戲設立獨立的宣傳攤位。2025年1月8日，遊戲發佈首部宣傳預告片。同年5月29日，官方進一步公開了遊戲的開場動畫。6月12日，遊戲正式登陸Steam，並支持日文、英文及簡體中文。6月19日，遊戲上架DLsite和DMM Games。同月，Good Smile Company在自家舉辦的東京及大阪Smile Fest2025上，也專門設立了遊戲宣傳展位。

## 評價
Game Watch評論員岩瀨賢斗稱讚該作的演出豐富，角色立繪的表情豐富多樣，適當時候出現的SD原畫也很好地展示了女主角可愛的一面。他還表示男主角的塑造很「酷」，角色沉著穩重，認真應對難題，並且為人有主見。就算用旁人的視角來看，男主角也是一個非常可靠的人。
劇情方面，岩瀨賢斗認為該作劇情緊湊，儘管內容量比不上全價作，但是劇本和美術在同類作品中都屬於最好的一檔。Real Sound評論員SIGH則表示該作劇情輕鬆，男女主角在開篇已經確定了戀愛關係，通篇沒有出現感情糾紛，主線中也沒有反派角色。此外，配角都默默支持男女主的戀情。

## 外部連結
- 官方网站 （日語）
- 《KANADE》在視覺小說數據庫的頁面 （英文）